# Promises (canción de Calvin Harris y Sam Smith)
«Promises» es una canción del productor musical escocés Calvin Harris y el cantautor británico Sam Smith. Ambos artistas escribieron la canción y la producción quedó a cargo de Harris. Fue lanzada por Columbia Records y Sony Music el 17 de agosto de 2018. Alcanzó el primer puesto de la lista UK Singles Chart el 7 de septiembre de 2018, debutando en la cuarta posición dos semanas antes. Se convirtió en el décimo número uno británico de Harris y el séptimo de Smith. En Estados Unidos, el sencillo se convirtió en el duodécimo número uno de Harris y el primero de Smith en la lista Dance/Mix Show Airplay de Billboard en su edición del 6 de octubre de 2018. La canción fue incluida en el tercer álbum de estudio de Smith, Love Goes (2020).

## Lanzamiento
Ambos artistas anunciaron la canción a través de Twitter el 13 de agosto de 2018. "Muy emocionado por este", escribió Harris. Smith agregó: "¡Sorpresa! Estoy muy emocionado de que escuchen esta canción". El anuncio fue acompañado por una obra de arte retro retro de inspiración japonesa, que representa un árbol solitario que se alza frente al océano contra un fondo rosa desteñido. La canción supone la tercera incursión de Smith en la música electrónica de baile, tras participar en los sencillos de Disclosure «Latch» y «Omen» en 2012 y 2015, respectivamente. El 15 de agosto, Smith publicó una foto promocional en Twitter antes del lanzamiento del single, en la que aparecían junto a Harris relajándose en una azotea mientras compartían una botella de vino y una pizza. El sencillo fue lanzado junto con un video lírico.

## Composición
"Promises" es una canción house y dance-pop grabada en la tonalidad de D ♯ menor con un ritmo de 123 latidos por minuto en tiempo común. Sigue una progresión de acordes de B maj7 –D ♯ m 7 –C ♯ sus2, y la voz de Smith abarca desde C ♯ 3 a A ♯ 4 .

## Personal
Créditos adaptados de Tidal.
- Calvin Harris - producción, ingeniería mixta, ingeniería discográfica
- Sam Smith - voz
- Jessie Reyez - voz
- Mike Marsh - maestro de ingeniería

## Posicionamiento en listas
| Lista (2018–2019)                           | Mejor posición |
| ------------------------------------------- | -------------- |
| Alemania (Offizielle Deutsche Charts)       | 2              |
| Argentina (Argentina Hot 100)               | 34             |
| Australia (ARIA)                            | 4              |
| Australia Dance (ARIA)                      | 1              |
| Austria (Ö3 Austria Top 40)                 | 6              |
| Bélgica (Flandes) (Ultratop 50)             | 1              |
| Bélgica Dance (Ultratop Flandes)            | 1              |
| Bélgica (Valonia) (Ultratop 50)             | 2              |
| Bélgica Dance (Ultratop Valonia)            | 1              |
| Bolivia (Monitor Latino)                    | 11             |
| Brasil (Crowley Charts)                     | 88             |
| Canadá (Canadian Hot 100)                   | 15             |
| Canadá (Canada AC)                          | 12             |
| Canadá (CHR/Top 40)                         | 3              |
| Canadá (Hot AC)                             | 23             |
| Colombia (National-Report)                  | 38             |
| Croacia (HRT)                               | 1              |
| CEI (Tophit)                                | 1              |
| Dinamarca (Tracklisten)                     | 4              |
| Escocia (Scottish Singles Sales Chart)      | 1              |
| Eslovaquia (Rádio Top 100)                  | 2              |
| Eslovaquia (Singles Digitál Top 100)        | 3              |
| Eslovenia (SloTop50)                        | 1              |
| España (Top 100 Canciones)                  | 52             |
| Estados Unidos (Billboard Hot 100)          | 65             |
| Estados Unidos (Hot Dance Club Songs)       | 1              |
| Estados Unidos (Hot Dance/Electronic Songs) | 4              |
| Estados Unidos (Mainstream Top 40)          | 20             |
| Europa Euro Digital Songs (Billboard)       | 1              |
| Finlandia (OFC)                             | 8              |
| Francia (SNEP)                              | 12             |
| Grecia (Digital Singles IFPI Greece)        | 3              |
| Hungría (Dance Top 40)                      | 7              |
| Hungría (Rádiós Top 40)                     | 1              |
| Hungría (Single Top 40)                     | 3              |
| Hungría (Stream Top 40)                     | 3              |
| Irlanda (IRMA)                              | 1              |
| Israel (Media Forest)                       | 1              |
| Italia (FIMI)                               | 6              |
| Japón (Japan Hot 100)                       | 71             |
| Letonia (Latvijas Top 40)                   | 1              |
| Líbano (Lebanese Top 20)                    | 1              |
| Luxemburgo Digital Songs (Billboard)        | 1              |
| México (Mexico Airplay Billboard)           | 1              |
| Nueva Zelanda (Recorded Music NZ)           | 7              |
| Noruega (VG-lista)                          | 5              |
| Países Bajos (Dutch Top 40)                 | 2              |
| Países Bajos (Mega Single Top 100)          | 4              |
| Países Bajos (Dance Top 30)                 | 2              |
| Polonia (Polish Airplay Top 100)            | 1              |
| Portugal (AFP)                              | 9              |
| Reino Unido (UK Singles Chart)              | 1              |
| Reino Unido (UK Dance Chart)                | 1              |
| República Checa (Rádio Top 100)             | 14             |
| República Checa (Singles Digitál Top 100)   | 6              |
| Rumania (Airplay 100)                       | 4              |
| Rusia (Tophit)                              | 2              |
| Singapur (RIAS)                             | 15             |
| Suecia (Sverigetopplistan)                  | 3              |
| Suiza (Schweizer Hitparade)                 | 3              |
| Ucrania (Tophit)                            | 31             |

| Lista (2018)                                          | Posición |
| ----------------------------------------------------- | -------- |
| Alemania (Offizielle Deutsche Charts)                 | 38       |
| Australia (ARIA)                                      | 51       |
| Austria (Ö3 Austria Top 40)                           | 43       |
| Bélgica (Ultratop Flanders)                           | 23       |
| Bélgica (Ultratop Wallonia)                           | 40       |
| Dinamarca (Tracklisten)                               | 49       |
| El Salvador (Monitor Latino)                          | 91       |
| Eslovenia (SloTop50)                                  | 37       |
| Estados Unidos Dance Club Songs (Billboard)           | 36       |
| Estados Unidos Hot Dance/Electronic Songs (Billboard) | 14       |
| Irlanda (IRMA)                                        | 20       |
| Israel (Galgalatz)                                    | 30       |
| Italia (FIMI)                                         | 92       |
| Países Bajos (Dutch Top 40)                           | 10       |
| Países Bajos (Single Top 100)                         | 29       |
| Polonia (ZPAV)                                        | 22       |
| Reino Unido (Official Charts Company)                 | 25       |
| Rumania (Airplay 100)                                 | 57       |
| Suecia (Sverigetopplistan)                            | 76       |
| Suiza (Schweizer Hitparade)                           | 32       |